# Église Saint-Nicolas de Kotor
L'église Saint-Nicolas de Kotor (en serbe : Црква светог Николе) est une église de l'Église orthodoxe serbe construite de 1902 à 1909 dans la ville de Kotor, au Monténégro. Elle a été construite à l'emplacement d'une autre église orthodoxe serbe édifiée en 1810 et détruite par un incendie à la veille de Noël en 1896. 